# Паланцо
Паланцо је насеље у Италији у округу Комо, региону Ломбардија.
Према процени из 2011. у насељу је живело 336 становника. Насеље се налази на надморској висини од 556 м.